# Hongkongi férfi jégkorong-válogatott
A Hongkongi férfi jégkorong-válogatott Hongkong nemzeti csapata, amelyet a Hongkongi Jégkorongszövetség (angolul: Hong Kong Ice Hockey Association) irányít. 
A szövetséget 1980-ban alapították és 1983-tól az IIHF tagjai. Első mérkőzésüket 1987. március 3-án játszották az 1987-es világbajnokságon és ekkor csatlakoztak a nemzetközi mezőnyhöz, ahol összesítésben a 28. helyen (4. hely a D csoportban) végeztek. Ezt követően egy hosszú kihagyás következett, mivel 1988 és 2013 között egyetlen világbajnokságon sem vettek részt. A 2014-es jégkorong-világbajnokságon tértek vissza a divízió III mezőnyében. 

## Eredmények

### Világbajnokság
- 1920–1986 – Nem vett részt
- 1987 – 28. hely (4. a D csoportban)
- 1988–2013 – Nem vett részt
- 2014 – 44. hely (4. a Divízió III-ban)
- 2015 – 44. hely (4. a Divízió III-ban)
- 2016 – 45. hely (5. a Divízió III-ban)
- 2017 – 44. hely (4. a Divízió III-ban)
- 2018 – 46. hely (6. a Divízió III-ban)
- 2019 – 48. hely (2. a Divízió III selejtezőben)
- 2020 – Törölve a Covid19-pandémia miatt[1]
- 2021 – Törölve a Covid19-pandémia miatt[2]
- 2022 – Visszalépett a Covid19-pandémia miatt[3]
- 2023 – 48. hely (3. a Divízió III/B csoportban)
- 2024 – 49. hely (3. a Divízió III/B csoportban)